# Komarowicze (obwód homelski)
Komarowicze (biał. Камаро́вічы (Kamarovičy), ros. Комаровичи) – wieś na Białorusi, w rejonie petrykowskim, obwodzie homelskim.

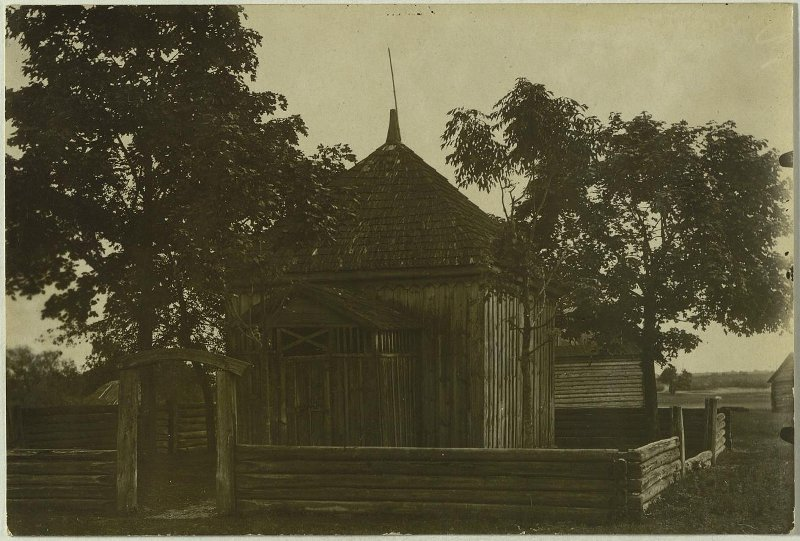
Kaplica w 1932 roku

Miejscowość znajduje się 56 km na północ od Petrykowa.
Wieś wzmiankowano w XVI wieku jako wieś w powiecie mozyrskim województwa mińskiego Wielkiego Księstwa Litewskiego. Na terenie wsi znajdowała się drewniana cerkiew unicka Świętej Trójcy (mieściły się w nim księgi parafialne z 1756 r.), a na terenie folwarku murowany kościół rzymsko-katolicki.

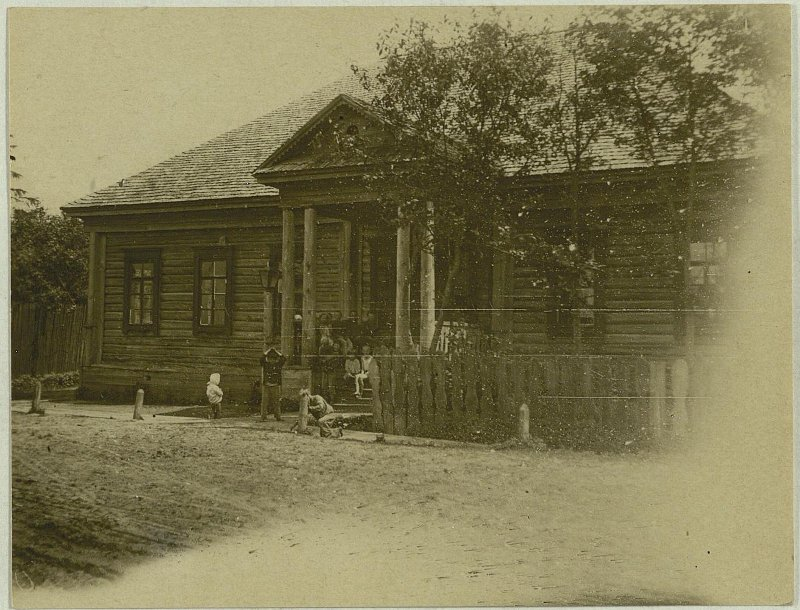
Szkoła w 1932 r.

Po II rozbiorze Rzeczypospolitej Obojga Narodów (1793) wieś została włączona do Rosji. W 1801 roku wybudowano nowy budynek cerkwi, która zastąpiła zniszczoną. W 1816 r. w posiadaniu rodziny Jeleńskich. Miejsce to zostało oznaczone na mapie z 1866 r., z której korzystała ekspedycja melioracyjna, która prowadziła prace na tych terenach w latach 90. XIX w. W 1868 roku, w ramach majątku o tej samej nazwie, będącego własnością szlachcianki Jeleńskiej, która posiadała 721 dziesięcin ziemi we wsiach Komarowicze i Hołowczyce, w 1876 roku działała gorzelnia, wieś Zapole (przyłączona w 1974 roku do wsi Komarowicze, obecnie nieistniejąca), była ośrodkiem wołosty komarowickiej (do 17 lipca 1924 roku), która w 1885 roku obejmowała 14 wsi z 390 gospodarstwami. Według spisu z 1897 roku istniał tu urząd pocztowy. Szkołę otwarto w 1917 roku.
W latach dwudziestych XX wieku na terenie majątku utworzono Kołchoz Komarowicze (1335 ha ziemi). 
W 1930 roku zorganizowano kołchoz Nowe Życie, w którym działała winiarnia (od 1905 r.), młyn parowy i kuźnia. W dniu 8 marca 1943 roku Niemcy spalili wieś i zamordowali 112 mieszkańców. 
Znajduje się tu wydział leśnictwa, warsztat krawiecki, piekarnia, szkoła średnia, dom kultury, biblioteka, przedszkole, przychodnia, urząd pocztowy, stołówka, 3 sklepy i muzeum chwały wojskowej.
We wsi urodziła się polska pisarka i działaczka społeczna Emma Dmochowska.